# Episodi di 4400 (quarta stagione)
La quarta e ultima stagione della serie televisiva 4400 è andata in onda negli Stati Uniti dal 17 giugno al 16 settembre 2007; in Italia è stata trasmessa dall'11 giugno 2008 ogni sabato, e per quanto riguarda gli ultimi 2 episodi ogni martedì, in seconda serata alle ore 22:40 su Rai 2 fino al 23 settembre 2008.
| nº | Titolo originale                    | Titolo italiano         | Prima TV USA      | Prima TV Italia   |
| -- | ----------------------------------- | ----------------------- | ----------------- | ----------------- |
| 1  | The Wrath of Graham                 | Un nuovo messia         | 17 giugno 2007    | 14 giugno 2008    |
| 2  | Fear Itself                         | La guida di Kyle        | 24 giugno 2007    | 21 giugno 2008    |
| 3  | Audrey Parker's Come And Gone       | Energia vitale          | 1º luglio 2007    | 28 giugno 2008    |
| 4  | The Truth and Nothing but the Truth | Il codice svelato       | 8 luglio 2007     | 5 luglio 2008     |
| 5  | Try the Pie                         | Ritorno a Seattle       | 15 luglio 2007    | 12 luglio 2008    |
| 6  | The Marked                          | I marchiati             | 22 luglio 2007    | 19 luglio 2008    |
| 7  | Till We Have Built Jerusalem        | Promise City            | 29 luglio 2007    | 26 luglio 2008    |
| 8  | No Exit                             | Le regole del gioco     | 5 agosto 2007     | 2 agosto 2008     |
| 9  | Daddy's Little Girl                 | Elisir della giovinezza | 12 agosto 2007    | 30 agosto 2008    |
| 10 | One of Us                           | Due in uno              | 19 agosto 2007    | 6 settembre 2008  |
| 11 | Ghost in the Machine                | Virus                   | 26 agosto 2007    | 13 settembre 2008 |
| 12 | Tiny Machines                       | Doppio gioco            | 9 settembre 2007  | 16 settembre 2008 |
| 13 | The Great Leap Forward              | La nuova Era            | 16 settembre 2007 | 23 settembre 2008 |

## Un nuovo messia
- Titolo originale: The Wrath of Graham
- Diretto da: Ernest R. Dickerson
- Scritto da: Ira Steven Behr, Craig Sweeny

### Trama
Kyle ha preso la dose ma sembra non avere ancora sviluppato un potere. Shawn è in coma; Kyle però grazie a Cassie, una ragazza che ha incontrato al parco, riesce a svegliare Shawn dal coma iniettandogli della promicina. Nel frattempo uno studente che ha preso la dose sviluppa come potere quello di far fare agli altri tutto quello che vuole; riesce a prendere il controllo su tutta la città ma viene fermato da Jordan Collier che gli toglie i poteri. Alla fine della puntata Tom scopre, grazie a Isabelle (che sta in prigione), che Alana è stata riportata nel passato dagli uomini del futuro per punirlo per non aver ucciso Isabelle. Diana scopre che sua sorella April ha preso la dose e, preoccupata per lei, decide di tornare negli USA.

## La guida di Kyle
- Titolo originale: Fear Itself
- Diretto da: Nick Copus
- Scritto da: Amy Berg, Andrew Colville

### Trama
Tom e Diana indagano su una delle persone con poteri che causa delle allucinazioni alle persone; fa in pratica vivere loro le loro peggiori paure. Alla fine si scopre che quello che causava le allucinazioni alla gente era un bambino autistico a cui il padre aveva iniettato la promicina e che viene curato da Shawn. Kyle scopre che Cassie è il suo potere: è un'amica "immaginaria" che solo lui può vedere e lo consiglia. Cassie fa vedere a Kyle un libro di profezie scritto nei primi del novecento. Secondo questo libro un messia (che assomiglia molto a Jordan Collier) avrebbe portato Dio in Terra e uno sciamano lo avrebbe guidato tramite le sue visioni. Cassie spiega a Kyle che lui è lo sciamano e che il messia è Jordan Collier. Si scopre che Isabbelle è diventata allergica alla promicina: se dovesse assumerne una dose, sarebbe la sua fine.

## Energia vitale
- Titolo originale: Audrey Parker's Come And Gone
- Diretto da: Colin Bucksey
- Scritto da: Nick Wauters

### Trama
Una bibliotecaria che ha come potere la proiezione astrale viene uccisa; la sua proiezione astrale però sopravvive e cerca di contattare l'NTAC per indurli a cercare il killer. Nel frattempo Isabelle è in prigione e scopre che non può più riavere indietro i suoi poteri perché è diventata allergica alla promicina. Isabelle riesce a evadere di prigione e va da Kyle.
- Altri interpreti: Brennan Elliott, Constance Towers, Kathryn Gordon, Richard Kahan, Laura Mennell, Tristin Leffler

## Il codice svelato
- Titolo originale: The Truth and Nothing but the Truth
- Diretto da: Scott Peters
- Scritto da: Mark Kruger

### Trama
Diana riesce a trovare sua sorella April e scopre che ha sviluppato come potere quello di costringere la gente a dire la verità. April e il suo fidanzato stanno ricattando una compagnia per un caso di corruzione ma il fidanzato di April viene ucciso. Tom e Diana devo scoprire chi è l'assassino e proteggere April. Nel frattempo Isabelle aiuta Kyle a decifrare un capitolo del libro scritto in una lingua sconosciuta e scopre che quel capitolo è una lista di 200 persone. Secondo il libro se queste 200 persone prendessero la dose Dio verrebbe sulla Terra. L'ultimo nome nella lista è Tom Baldwin, il padre di Kyle. 
- Altri interpreti: Brennan Elliott, Kevin Tighe, Richard Kahan, Allen Altman, Natasha Gregson-Wagner

## Ritorno a Seattle
- Titolo originale: Try the Pie
- Diretto da: Craig Ross Jr.
- Scritto da: Michael Narducci

### Trama
Kyle riceve una telefonata da suo padre che gli dice di incontrarlo a casa. Cassie spiega a Kyle che suo padre sa che lui ha preso la promicina e conduce lui e Isabelle in una città dove Jordan Collier si sta nascondendo. Quando Tom si rende conto che suo figlio non tornerà a casa, va alla sua ricerca seguendo le tracce del suo cellulare. Alla città, entra in un piccolo caffè e chiede allo sceriffo di aiutarlo. Tom va dal meccanico  della città e trova nel garage la macchina di Kyle. Lo sceriffo dice a Tom che deve andarsene. Prima di andare via, scopre che tutti cittadini hanno preso la promicina. Un abitante del posto lo aiuta a trovare Kyle, ma è una trappola e Tom viene addormentato. Quando si risveglia si trova nella casa di una cittadina con al polso un dispositivo di tracciamento degli spostamenti. Collier gli spiega che nel caso in cui lo attaccasse o dovesse lasciare la città, soffrirà di un terribile mal di testa causato dal potere di uno dei cittadini. Kyle consegna a Jordan il libro con la profezia e l'elenco delle persone che devono prendere la promicina, tra cui c'è anche Tom. Kyle chiede al padre di prendere la promicina, ma Tom rifiuta. Arriva Jordan con altre due persone che inseriscono un ago nel collo di Tom. Tom al risveglio trova la città deserta e si reca al centro dei 4400, fa il test della promicina, ma il risultato è negativo.
- Altri interpreti: Kathryn Gordon, Lisa Sheridan, Richard Kahan, Martin Cummins, Tristin Leffler, Iris Quinn, Gary Chalk

## I marchiati
- Titolo originale: The Marked
- Diretto da: Leslie Libman
- Scritto da: Craig Sweeny

### Trama
Tramite una strana sceneggiatura, Tom e Diana scoprono l'esistenza dei Marchiati, cioè 10 persone possedute da uomini del futuro. I marchiati, che sono tra l'altro i creatori di Isabelle vogliono eliminare i 4400. Quando scoprono che Tom e Diana sanno della loro esistenza decidono di marchiare Tom facendolo diventare uno di loro rinunciando però allo sceneggiatore che non riesce quindi a finire il copione e a rivelare i nomi dei Marchiati. Ma grazie ad alcuni indizi Diana crede di averli trovati. Il problema è provarlo.
- Altri interpreti: Todd Giebenhain, Tim DeKay, Richard Kahan, Martin Cummins, Frank C. Turner

## Promise City
- Titolo originale: Till We Have Built Jerusalem
- Diretto da: Scott Peters
- Scritto da: Robert Hewitt Wolfe

### Trama
Nel frattempo Jordan Collier decide di conquistare una parte di Seattle e crea Promise City, una parte di Seattle abitata dalle persone con abilità. L'NTAC si oppone.
- Altri interpreti: Kevin Tighe, Glenn Morshower, Richard Kahan, Carly Pope, Kavan Smith, Curtis Caravaggio

## Le regole del gioco
- Titolo originale: No Exit
- Diretto da: Tony Westman
- Scritto da: Adam Levy

### Trama
Tom, Diana, Maia, Shawn, Isabelle, Kyle, Jordan e il resto dell'NTAC si ritrovano rinchiusi nell'edificio dell'NTAC. Sono in mondo virtuale creato da uno dei 4400. Il palazzo li vuole uccidere e loro per non farsi uccidere devono far accadere il blackout.
- Altri interpreti: Richard Kahan

## Elisir della giovinezza
- Titolo originale: Daddy's Little Girl
- Diretto da: Nick Copus
- Scritto da: Ira Steven Behr, Amy Berg

### Trama
Richard, il padre di Isabelle, rapisce Isabelle e grazie a un'acqua miracolosa la fa tornare all'età di tre anni. Vani i tentativi di Kyle per impedire ciò.
- Altri interpreti: Mahershala Ali, Summer Glau, Jeffrey Combs, Madison Pettis, Kavan Smith, Tristin Leffler, Jennifer Spence (Joanna), Martin Sims (Michael Ancelet), Jordan Lasorsa-Simon (Toddler Isabelle), Maria Luisa Cianni (Cittadina), Terry Howson (Tim), Kristie Marsden (Gloria), Chris Nowland (Cuoco), Kathleen Gilbert (Insegnante), Laura Drummond (Moglie), Nikolas Longstaff (Marito), Brian McBride (Poliziotto), Tanya Champoux (Poliziotta)

## Due in uno
- Titolo originale: One of Us
- Diretto da: Scott Peters
- Scritto da: Craig Sweeny, Michael Narducci

### Trama
Richard viene convinto da un'illusione di Lily a far tornare adulta Isabelle. Tom, che nel frattempo è stato posseduto da un marchiato, e gli altri marchiati rapiscono Isabelle, le tolgono l'allergia alla promicina e le ridanno i superpoteri.
- Altri interpreti: Mahershala Ali, Laura Allen, Jeffrey Combs, Penny Johnson Jerald, Richard Kahan, Kavan Smith, Tristin Leffler, Lorena Gale, Jordan Lasorsa-Simon (Toddler Isabelle), Jason Benson (Intruso), David Bloom (Dottore), Greyston Holt (Byron Lillibridge), Mark Brandon (Paul Beckman), Emerson Huth (Jason).

## Virus
- Titolo originale: Ghost in the Machine
- Diretto da: Morgan Beggs
- Scritto da: Frederick Rappaport

### Trama
Diana e Meghan Doyle sospettano che Tom è diventato un marchiato. Tom decide di uccidere un 4400 in coma che attraverso la macchina rianimatoria riesce a mandare in tilt i bancomat per rovinare economicamente uno dei marchiati. Quest'ultimo marchiato si suicida perché ben presto entrerà nel corpo di Collier.
- Altri interpreti: Jeffrey Combs, Tim DeKay, Richard Kahan, Tristin Leffler, Pascale Hutton, Graeme Duffy (Brady Wingate), Jennifer Spence (Joanna), Alexia Fast (Lindsey Hammond), Jennifer Clement (Eileen Trask), Jason Logan (Warren Trask), Roger Haskett (Victor Rutledge), Carrie Anne Fleming (Mary Rutledge), Brad Kelly (Duane), Rodney Reid (Guardia), Chris Burns (Uomo corpulento), Dave Hespes (Uomo d'affari).

## Doppio gioco
- Titolo originale: Tiny Machines
- Diretto da: Allison Liddi Brown
- Scritto da: Ira Steven Behr, Craig Sweeny

### Trama
Diana e Meghan scoprono che Tom è un marchiato. Tom fugge ma Diana gli spara. I marchiati costringono nel frattempo Isabelle a rapire Jordan Collier. Il loro piano è possedere Collier e utilizzare la sua abilità di togliere i poteri per privare tutti i 4400 delle loro abilità. Isabelle, pur essendo diventata buona, è costretta a obbedire loro perché se disobbedisse morirebbe. Isabelle rapisce Jordan Collier che viene marchiato.
- Altri interpreti: Summer Glau, Jeffrey Combs, Penny Johnson Jerald, Kaj-Erik Eriksen, Todd Giebenhain, Richard Kahan, Tristin Leffler, Chilton Crane, Jennifer Spence (Joanna), Maggie Ma (Sophia), Gerry Rousseau (Direttore della fotografia), Doug Price, James O'Sullivan (Impiegato del negozio).

## La nuova Era
- Titolo originale: The Great Leap Forward
- Diretto da: Scott Peters
- Scritto da: Ira Steven Behr, Craig Sweeny

### Trama
Diana e Meghan, per far tornare in sé Tom, gli iniettano del polonio radioattivo in modo da uccidere l'ospite dentro di lui (ovviamente poi lo curano con il potere di Shawn). Tom, tornato in sé, decide di fingersi ancora marchiato in modo da liberare Collier ma gli altri marchiati si accorgono che Tom è tornato in sé e lo imprigionano. I marchiati ordinano a Isabelle di uccidere Kyle ma Isabelle, innamorata di Kyle, non riesce a ucciderlo e decide di sacrificare la sua vita per liberare Tom e Jordan. Così, grazie al sacrificio di Isabelle, Tom e Collier vengono liberati. Nel frattempo il fratello di Shawn, Danny, che aveva preso la dose, sviluppa come potere quello di emettere promicina; di conseguenza il 50% delle persone con cui viene a contatto muore. Muore anche sua madre a causa sua. Danny chiede a Shawn di ucciderlo in modo da far finire il contagio e lui, con molto dolore, lo uccide. A causa del potere di Danny quasi tutti gli abitanti di Seattle sopravvissuti sviluppano un'abilità. La serie finisce con Collier che diventa dittatore di Seattle (che cambia nome in Promise City) e con Kyle che chiede a suo padre di prendere la dose.